# Guillermo de Pazzi
Guillermo de Pazzi (Florencia, 6 de agosto de 1437 - Florencia, 6 de julio de 1516) fue un político italiano, exponente de la familia Pazzi, casado con Blanca de Médici, hermana de Lorenzo el Magnífico.

## Biografía
Hijo de Antonio de Pazzi y Nicolasa de Alessandri, se casó en agosto de 1459 con Blanca de Médici, hermana de Lorenzo el Magnífico, cerrando con ello la alianza entre estas dos ricas familias que serían protagonistas de la Conspiración de los Pazzi.
Su carrera política fue en veloz ascenso: Prior de Libertad en 1467, miembro de la Guardia y Balia en 1469, Oficial de Monte en 1471 y Cónsul de Zecca en 1475.
En  1478 algunos familiares suyos, contando con apoyo interno y externo de Florencia, orquestaron una conspiración en contra de su familia política, los Médici. Como consecuencia fue asesinado el hermano de su esposa, Juliano y Lorenzo se salvó milagrosamente.
Los protagonistas de la conspiración fueron su tío Jacopo de' Pazzi y su hermano Francisco de Pazzi quienes hundieron a toda su familia en la ruina, sirviéndose del propio Guillermo y de su unión con los Médici para acercarse a los hermanos Médici, que eran entonces Señores de Florencia, y herirlos a traición.
Si bien Guillermo no estaba ligado al triste evento, fue desterrado de Florencia junto con toda su familia, prohibiéndosele ejercer cualquier cargo público durante más de 15 años.
Sólo en 1495 volvió a aparecer en la ciudad como Acoplador, después Comisario de Tortona y embajador ante el rey Carlos VIII de Francia.
Probablemente escapó de Florencia tras la Insurrección Antimédica de 1498 ya que no se tienen nuevas noticias suyas hasta 1501, año en que fue nombrado Comisario de Campo en contra de Pisa en una revuelta y Comisario de la Milicia Florentina en 1502.
En 1513 se convirtió en Confaloniero de Justicia, el cargo más alto de la república Florentina y gracias a su actividad como comerciante y banquero pudo adquirir el feudo de Civitella.

## Descendencia
Junto a su esposa Blanca de Médici tuvieron 15 hijos, pero se sabe poco de ellos:
- Juana, casada con Tomás Monaldi en 1471;
- Contesina, casada con Julián Salviati en 1476;
- Antonio (1460) muerto en la infancia;
- Antonio (1462-1528); embajador y hombre de política, Confaloniero de Justicia en 1521;
- Alejandra, casada con Bartolomeo Buondelmonti en 1486;
- Cosme (1466-1513), Arzobispo de Florencia desde 1508;
- Pedro (1468) muerto en la infancia;
- Cosa, casada con Francesco di Luca Capponi;
- Renato;
- Lorenzo;
- Luisa, casada con Folco de Edoardo Portinari en 1494;
- Magdalena, casada con Ormanozzo Deti en 1497;
- Alejandro(1483-1530), embajador, literato y grecista;
- Lucrecia, casada con un Cattani y después con un Martelli (1500);
- Julián (1486-1517), doctor en leyes, abad de la Metropolitana de Florencia.